# Drebin
Drebin es un personaje ficticio que aparece en la saga de videojuegos Metal Gear Solid, de Konami. Su única aparición fue en Metal Gear Solid 4: Guns of the Patriots.

## Historia
Drebin es uno de los agentes de Los Patriots, pero a diferencia del resto, él sí sabe cuál es su misión. Su trabajo consistía en vender armas desbloqueadas de los PMCs. Además, se aseguraba de que toda persona que quisiera entrar en el campo de batalla, lo hiciera con las armas necesarias, aprovechándose así del dinero que mueve la guerra.
Después de inyectarle el nuevo virus FOXDIE a Solid Snake para que matara a EVA, Revolver Ocelot y a Big Boss, Drebin recibe la orden de Los Patriots de que ayude a Snake en su misión de asesinar a Liquid Ocelot.
Gracias a Drebin, tanto Solid Snake como el equipo Rat Patrol Team 01 (capitaneado por Meryl Silverburgh) tuvieron todas las armas necesarias para detener y atacar al ejército de Liquid Ocelot.
- Datos: Q1522902